# Steel Rose
Steel rose (鋼鐵玫瑰T, 钢铁玫瑰S, Gāngtiě méiguīP) è un manhua taiwanese di Ryan.

## Trama

### New York
Il ricco figlio di un banchiere italiano, l'androgino Louis, nonostante il grande successo con le donne, si è invaghito dell'orgogliosa campionessa taiwanese di taekwon-do: l'altera Lee Le Ting. Deciso a conquistarla nonostante l'insofferenza all'amore e al romanticismo, Louis decide di raggiungerla a New York.
Le Ting ha infatti litigato con il maestro e nonno dopo aver vinto la medaglia d'oro alle Olimpiadi e non essersi 
visto riconosciuto nessun merito dal familiare e mentore. Perciò la ragazza è corsa a New York, dall'amica e confidente fotografa Jia Yu.
Girando per la Grande Mela, le due ragazze finiscono per imbattersi in Louis e, per un malinteso, Le Ting lo stende, usando la sua grande abilità nelle arti marziali.
All'ospedale scoprono che Louis è i fratello adottivo di Yun Jo, compagno di Jia Yu e dai difficili rapporti con la campionessa.
L'insperato incontro/scontro permette al fascinoso androgino dia avvicinarsi a Le Ting ed assumerla persino per un servizio fotografico. All'evento però si presenta anche il socio e rivale di Louis, Cloud. Questi ha in odio Cloud a causa di un misterioso fatto avvenuto ai tempi del liceo quando ha incontrato una ragazza – Chalotte – che crede poi sottrattagli da Louis.
Accortosi del legame che unisce Le Ting a Louis cerca di mettere in cattiva luce il giovane e solo la profezia di un'asceta indiana incontrata per caso a Central Park dai due riesce a far breccia nel cuore della fredda Le Ting: la donna avverte la taiwanese di fare molta attenzione al giovane che la corteggia e vizia poiché la sua vita è nelle mani di lei. 
La previsione e la scoperta della gravidanza dell'amica Jia Yu portano Le Ting a riflettere sulle sue emozioni, sulla sua decisione di lasciare per sempre il taekwondo come ripicca e sui suoi sentimenti per Louis, scoprendosi con grande scalpore non indifferente alle attenzioni del giovane.
Durante i preparativi per il frettoloso matrimonio fra Yun Jo e Jia Yu, Louis approfitta del tempo trascorso assieme a Le Ting svolgendo faccende per presentarllgi la sua vera madre, Isabella, ora una famosa stilista francese di abiti nuziali. Durante l'incontro le racconta come sua madre, povera, abbia abbandonato il figlio avuto da un ricco magnate ed artista – con cui aveva rotto ogni legame - alle cure di un premuroso banchiere italiano, rifiutando nel contempo di diventare la compagna stabile di quest'ultimo. Louis, dunque, sebbene cresciuto con Yun Jo è il fratello biologico di Cloud. E Charlotte non è altro lo pseudonimo usato da lui stesso quando, ancora bambino, veniva usato da Isabella come modella crossdressing perché incapace di pagare una professionista.
Quando Le Ting e Louis vengono aggrediti da alcuni malviventi a causa del prezioso anello matrimoniale diTiffany che trasportavano, Louis per salvare la taekwondoka riceve un proiettile sl petto, rischiando la vita. All'ospedale lo raggiunge anche Cloud ed origliando, scopre la realtà sulla misteriosa Charlotte.
Approfittando di un attimo di distrazione di Le Ting cerca di fare suo il fratello. Il ritorno di lei impedisce ogni illecita consumazione e proprio mentre l'atleta consola il giovane ferito e sconvolto, finisce per essere baciata da Louis. Ma Le Ting, colta alla sprovvista, respinge il giovane.

### Parigi
Cloud ricompare giorni dopo per avvisare il fratello che il loro padre biologico è molto malato ed in fin di vita. Louis decide di partire, seppur di malavoglia, per Parigi e si fa accompagnare da Le Ting.
Passeggiando per la città la taiwanese incontra un suo vecchio senpai di taekwondo e ciò le rende ancora più bruciante la nostalgia per lo sport. Il colloquio con il conoscente le fa maturare la decisione di tornare infine ad allenarsi e ad iscriversi alla Olimpiadi.
Intanto Cloud e Louis chiariscono il loro rapporto e, alla presenza del padre – burbero pittore – il giovane manager Cloud abbandona ogni pretesa sul fratello.
Sistemati gli affari familiari, Louis e Le Ting volano per il Taiwan. La ragazza torna ad allenarsi e partecipa poi alle Olimpiadi. Vinto nuovamente l'oro, la consapevolezza e l'orgoglio di averlo vinto da sé per sé guidano la ragazza, ormai compagna ufficiale di Louis dopo il rivelatore soggiorno nella capitale francese.
La vivace coppia vive con i due sposini Yun Jo e Jia Yu e i loro due gemelli.

## Personaggi
Lee Le Ting
Campionessa e brillante atleta di taekwondo originaria di Taipei. Allenata fin da giovanissima dal nonno, abbandona a malincuore lo sport quando, vinto l'oro alle olimpiadi, questi la critica e le nega ogni complimento. Fuggita a New York, Le Tign decide di prendersi una rivincita sui familiari e mirare all'università, dato che aveva dovuto sacrificare ben presto gli studi per assecondare i voleri dei familiari che la volevano votata al taekwondo. Aiutata da Louis anche in questa impresa, la giovane scopre man mano i propri sentimenti grazie al tenace corteggiamento in atto verso di lei. Quando poi il legame romantico tra lei e Louis raggiunge ormai la piena consapevolezza agli occhi della taiwanese, la ragazza va a letto con l'androgino compagno, scoprendo ed accettando così la dimensione della sua femminilità.
Louis
Figlio adottivo di un ricco banchiere italiano, Louis ha un carattere solare e un viso femmineo, capace di far colpo su ogni donna o giovane. Innamorato di Le Ting da quando la conosce diventa di fatto un corteggiatore fedele, premuroso, sempre presente; il tutto porta solo a far infuriare Le Ting. È tuttavia la grande resistenza del giovane a far comprendere a lungo andare alla campionessa i propri sentimenti e a farle scoprire il proprio alto femminile.
Sebbene allevato da genitori adottivi, ha mantenuto un buon rapporto con i genitori biologici, da cui si rega regolarmente e con cui scambia chiacchiere e confidenze.
Jia Yu
Protagonista della serie Ingenuo e brillante e precoce fotografa. Compagna di Jun Yo, ben più grande di lei, e migliore amica di Le Ting cui offre ospitalità a New York. Sempre sorridente ed ottimista, Jia Yu contrasta perfettamente il carattere acido e bellicoso di Le Ting.
Jun Yo
Coprotagonista di Ingenuo e compagno di Jia Yu. Ricambia di tutto cuore l'antipatia che nutre nei suoi confronti Le Ting e perciò non evita di fare qualche tiro mancino alla ragazza quando può uscirne indenne. Fratellastro maggiore di Louis, è molto responsabile e protettivo nei confronti dell'imprevedibile fratello, di cui però biasima la leggerezza e l'infantilità.
Cloud
Figlio di un magnate della finanza parigino, Cloud è al vertice della casa di moda Xanadu. Da sempre messo in ombra dal grazioso fratello agli occhi del padre, Cloud trova la propria consolazione nell'amore ossessivo e disperato verso Charlotte, giovane che lui crede modella, incontrata per caso durante la sua infanzia.
Convinto che la ragazza sia stata allontanata da lui dal fratello Louis, da allora nutre per questi un odio viscerale, sentimento che è tuttavia capace di mutare successivamente in amore, senza perdere d'intensità.
Quando scopre di dover abbandonare ogni suo sogno d'amor e incestuoso, si lega ad un giovane androgino di fatto simile alfratello.
Angela
Campionessa di ginnastica ritmica. Incontra per la prima volta Le Ting a Central Park, dove la taekwondoka la salva da alcuni teppisti, nonostante ciò Angela finisce per diventare molto antipatica alla taiwanese che non sopporta d'essere punzecchiata dalla piccola rumena. Le due si reincontrano come modelle per Cloud e Louis, evento in cui Angela riesce a mostrasi ben più seducente ed aggraziata di Le Ting e a guadagnarsi le simpatie di Jia Yu.
Marcus
Segretario tuttofare di Louis, soffre molto i capricci e le stravaganze del datore di lavoro, cui non riesce mai a dire di no perché molto timido ed impacciato.

## Manhua
La serie, pubblicata da Tong Li è raccolta in sette volumi. L'ultimo contiene una storia one-shot muta, ovvero priva di baloon, di genere romantico con protagonisti alcuni giovani studenti taiwanesi.

### Volumi
| Numero     | Data              | ISBN originale |
| ---------- | ----------------- | -------------- |
| 鋼鐵玫瑰 1 | 14 gennaio 2005   | 9789861155951  |
| 鋼鐵玫瑰 2 | 16 aprile 2005    | 9789861165844  |
| 鋼鐵玫瑰 3 | 19 settembre 2005 | 9789861173993  |
| 鋼鐵玫瑰 4 | 12 gennaio 2006   | 9789861179988  |
| 鋼鐵玫瑰 5 | 29 giugno 2006    | 9789861186528  |
| 鋼鐵玫瑰 6 | 12 dicembre 2006  | 9789861193830  |
| 鋼鐵玫瑰 7 | 19 aprile 2007    | 9789861198491  |